# Elías Díaz Peña
Elias Diaz Peña é um ambientalista paraguaio. Ele recebeu o Prémio Ambiental Goldman em 2000, juntamente com Oscar Rivas, pelos seus esforços para proteger os ecossistemas dos rios Paraná e Paraguai.